# Clarksburg (Ohio)
Clarksburg è un villaggio degli Stati Uniti d'America, situato nello stato dell'Ohio, nella contea di Ross.